# Matthias Bröde
Matthias Bröde (* in Karlsruhe) ist ein deutscher Jazzmusiker, dessen Instrumente Mundharmonika und Piano sind. Nach Ansicht des WDR ist es in Deutschland ihm „zu verdanken, dass die Mundharmonika ihr Schattendasein im Jazz verlassen und ihren „volkstümlichen“ Ballast abwerfen konnte, um in den Fokus der Öffentlichkeit zu treten.“

## Leben und Wirken
Bröde studierte von 1980 bis 1983 klassisches Klavier an der Hochschule für Musik Karlsruhe bei Gunter Hauer, dann Jazz an der Musikhochschule Köln bei Jiggs Whigham und Francis Coppieters. Daneben trat er mit Jazzmusikern wie Rachel Gould, Klaus Weiss und Frédéric Rabold auf. Er wirkte dann als Pianist, Komponist und musikalischer Leiter am Kom(m)ödchen in Düsseldorf und unterrichtete Jazzklavier an der Universität Duisburg. Es folgten Konzerte und Aufnahmen mit Axel Fischbacher, Wolfgang Engstfeld und dem Modern String Quartet; außerdem war Bröde lange Zeit Mitglied der Band des Sängers Norbert Gottschalk und der brasilianischen Sängerin Rosani Reis.
Ende der 1980er Jahre gründete er mit Tom Lorenz, Hartmut Kracht und Kurt Billker die Gruppe Jazzharmonika, 1995 das Quintett European Faces mit Wolfgang Engstfeld, Christoph Eidens, Volker Heinze und Felix Astor. Er nahm an verschiedenen CD-Aufnahmen als Mundharmonikasolist (z. B. bei Othella Dallas) teil und trat mit der SDR Big Band und Bill Ramsey auf.
2000 gründete Bröde das Matthias Broede Chamber Trio mit Ralph Beerkircher und Volker Heinze, mit dem er Konzertreisen durch Deutschland, die Niederlande und Irland unternahm. In Belgien trat er mit dem Michel Herr Trio und Roger van Haverbekes New Look Trio auf. Als weitere eigene Gruppen gründete er die Matthias Bröde Group (mit Paul Heller, Volker Heinze und Roland Höppner) und die Band Big 4 Swing (mit Joachim Schönecker, Peter Weiss und Volker Heinze). Gemeinsam mit Andreas Schickentanz leitet er das Quartett Four on the Outside (mit Volker Heinze und Roland Höppner), das 2021 Inside auf Toy Piano Records veröffentlichte.
Bröde erhielt 2013 den WDR Jazzpreis in der Kategorie Improvisation:  „Gleichgültig, ob er auf einem swingenden, modern-jazzigen Terrain unterwegs ist oder er sich gegenüber einer neutönerischen Avantgarde öffnet, sein Ziel ist es, kompositorisch ebenso wie instrumentaltechnisch der Mundharmonika den Platz in der improvisierten Musik zu geben, der ihrer eigentümlichen Klangfarbe und tonalen Limitierung gerecht wird.“

## Diskographische Hinweise
- European Faces feat. Wolfgang Engstfeld, 1999
- Matthias Bröde Chamber Trio: From East to West: Strange Beauty of the World, 2003
- Matthias Bröde Group, 2006
- Matthias Bröde's Speak Tres: Space Between Intervals, 2012
- Bröde-Vier: Instinct to Play, 2013
- Matthias Bröde's Oh!KesterOsloer3: Where Is Wedding?, 2017 (mit Kalle Kalima, John Schröder)